# 森五六
森 五六（もり ごろく、1885年（明治18年）10月23日 - 1973年（昭和48年）12月31日）は、日本の陸軍軍人。最終階級は陸軍少将。

## 経歴
福島県出身。森立二郎の長男として生まれる。仙台陸軍地方幼年学校、陸軍中央幼年学校を経て、1904年（明治37年）10月、陸軍士官学校（16期）を永田鉄山に次いで2番/549名で卒業する。同年11月、歩兵少尉に任官し歩兵第31連隊付となる。日露戦争に出征後、陸士付、歩兵第31連隊付などを経て、1913年（大正2年）11月、陸軍大学校（25期）を卒業し歩兵第31連隊中隊長に就任。
1914年（大正3年）5月、近衛師団参謀となり、参謀本部員、フランス駐在（フランス陸軍大学校卒業）を務め、1919年（大正8年）4月、歩兵少佐に進む。同年12月、陸軍技術本部付（欧州出張）、教育総監部付、同部課員などを歴任し、1923年（大正12年）8月、歩兵中佐に昇進し教育総監部付となる。歩兵第33連隊付、第3師団司令部付を経て、1925年（大正14年）7月、第2師団司令部付（東北帝国大学配属将校）となる。1927年（昭和2年）7月、歩兵大佐に進み歩兵第41連隊長に就任。第20師団参謀長を経て、1932年（昭和7年）4月、陸軍少将に進級し歩兵第21旅団長となる。1934年（昭和9年）3月、近衛師団司令部付に転じ、1935年（昭和10年）3月、待命となり、同月、予備役に編入された。1947年（昭和22年）11月28日、公職追放仮指定を受けた。

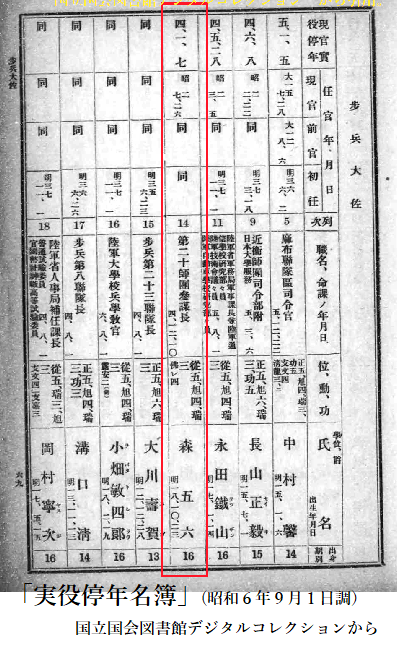
実役停年名簿（昭和6年版）における森五六歩兵大佐

大江志乃夫著「昭和の歴史③」及び松本清張著「昭和史発掘③」の”桜会の野望”の章では、森について次のように触れている。
「昭和の歴史③」
大正十四年九月一日調の『実役停年名簿』で、陸士一六期生は進級の早いものが中佐、遅いものが少佐である。中佐の総員は六八〇人である。一六期のトップは中佐の序列一三三位の永田（鉄山）、二位が同一三九位の森五六（少将で予備役）、三位が同一四四位の藤岡万蔵（参謀本部課長在任中殉職、少将に進級）、四位が同一五一位の小畑（敏四郎）、五位が同一五八位の岡村（寧次）、六位が同一六三位の土肥原賢二である。これら六人の同期生は僅差で出世競争のトップグループをかたちづくっていた。のちの大将板垣征四郎は中佐の序列二二八位で同期生の一五位にある。大佐で殉職して早く進級した藤岡をのぞいて、少将に同時進級したのは、進級が早い工兵と航空兵の二人を別にすれば右の五人だけである。
二位の森は旅団長在任中に病気になったのか、近衛師団司令部附という休職同様の地位に一年間おかれたのち、待命、予備役となった。
「昭和史発掘③」
（満州事変のとき）朝鮮軍の出動は、勅命なしで、林(銑十郎)軍司令官の独断であった。事件勃発の報が政府に伝わると、内閣では大あわてに閣議を開き、早くも事件不拡大の方針を立て、これを現地軍に急電した。しかし、板垣関東軍参謀はこれを無視した。むろんのこと越境の勅命が出るはずはない。これまで世上でいわれているところでは、軍司令官林銑十郎はロボットで、実際は朝鮮軍高級参謀の神田正種大佐が越境命令者だということになっている。当時、朝鮮には竜山の二十師団、羅南の十九師団とがあった。出動したのは竜山二十師団のうち一個旅団と特別部隊の混成だったが、二十師団参謀長は森五六大佐である。森は林軍司令官から出動命令を受けたものの、勅命が来ていないのを知っているので大いに悩んだ。軍司令部からの出動命令は柳条湖事件の起った十八日にはすでに発せられ、とにかく編成は十九日のうちに終って、一応鴨緑江の南岸、新義州まで到達している。ここから渡河すれば勅命なしの越境となる。
林軍司令官からは、早急に渡河せよ、との命令が来ているものの、勅命いまだなしを知っている。森はぐずぐずしている。たとえ、勅命はなくとも、師団参謀長の森は軍司令官の命令だから、それに従って責任はないはずなのに、彼には納得できなかったのだ。そのため、後日、彼は他人からバカだといわれた。この森五六は、各大学に教官配属の制度が作られた最初の東京帝国大学の配属将校で、それだけに相当なインテリ将校だったといわれている。なお、配属将校に対して東大側が抵抗を試みたことは世に知られている通りだ。
二十師団参謀長森インテリ大佐が河を渡るか渡らざるべきか、ハムレットのように迷ったため、この一個旅団はむなしく三日間新義州に足踏みしてしまった。このことがたたって、のち、森は予備役編入となっている。
＜余談＞
※ 森が予備役編入となったのは、林銑十郎大将が陸軍大臣のとき（1934年1月～1935年9月）である。

## 栄典
- 1904年（明治37年）12月8日 - 正八位[6]

## 著作
- 『憲政と軍人』日本評論社、1936年。